# Amauris lobengula
Amauris lobengula är en fjärilsart som beskrevs av Sharpe 1890. Amauris lobengula ingår i släktet Amauris och familjen praktfjärilar. Inga underarter finns listade i Catalogue of Life.